# Aleksandr Faïntsimmer
Aleksandr Mikhaïlovitch Faïntsimmer (parfois orthographié Fainzimmer, Fayntsimmer ou Feinzimmer ; en russe : Александр Михайлович Файнци́ммер), né le 13 janvier 1905 à Ekaterinoslav et mort le 21 avril 1982 à Moscou, est un réalisateur soviétique. Il est le père du réalisateur Leonid Kvinikhidze.

## Biographie
Né à Ekaterinoslav, dans une famille juive, Aleksandr Faïntsimmer sort diplômé de l'Institut national de la cinématographie en 1928.
Le sujet de son premier film Hôtel Savoy (1929) est basé sur le fait réel de la mutinerie de l'une des unités de l'Armée Rouge sur le front occidental contre le pouvoir soviétique en 1919. Son second film Le Bonheur aussi connu sous le titre Matricule 1105 réalisé en 1932, qui raconte l'histoire de la transformation d'un paysan en révolutionnaire bolchevik, est perdu.
Sur la base de la nouvelle Le Lieutenant Kijé de Iouri Tynianov il réalise un film du même nom en 1933, dont Sergueï Prokofiev écrit la musique, qu'il reprendra ultérieurement dans la Suite symphonique pour orchestre, op. 60. Pendant le tournage du film, Faïntsimmer laisse à Tynianov qui en a écrit le scénario la possibilité de participer à la mise en scène,.
En 1955, il porte à l'écran Le Taon un roman d'Ethel Lilian Voynich. Le thème musical du film est composé par Dmitri Chostakovitch.
Il reçoit le prix Staline en 1950 et en 1951. Le premier pour la biographie romancée du partisan biélorusse de la Seconde Guerre mondiale, héros de l'Union soviétique Konstantin Zaslonov (1910-1942), produit par les studios Belarusfilm, et le second pour l'adaptation de la pièce de Sergueï Mikhalkov Je veux rentrer à la maison sorti sous le titre Ils ont une patrie en 1949 à Gorki Film Studio.
En 1958, sa comédie musicale Jeune fille à la guitare, mettant en vedette Lioudmila Gourtchenko, est consacrée au VIe Festival mondial de la jeunesse et des étudiants qui se déroule à Moscou.
En 1978, son adaptation du roman policier de Nikolaï Leonov L'Auberge de la rue Piatnitskaïa arrive à la cinquième place par le nombre de spectateurs (54,1 millions) en URSS.
Mort à Moscou, Aleksandr Faïntsimmer est enterré au cimetière de la Présentation (1957).

## Filmographie
- 1929 : Hôtel Savoie (Отель «Савой»)
- 1932 : Le Bonheur (Счастье)
- 1934 : Le Lieutenant Kijé (Поручик Киже)
- 1941 : Le Pétrolier Derbent (ru) (Танкер „Дербент“, Tanker Derbent)
- 1942 : Kotovski (Котовский)
- 1944 : Les Fusiliers marins (ru) (Морской батальон)
- 1947 : Pour ceux qui sont en mer (ru) (За тех, кто в море)
- 1949 : Konstantin Zaslonov (ru) (Константин Заслонов)
- 1949 : Ils ont une patrie (ru) (У них есть Родина)
- 1953 : L'Aube sur le Niémen (ru) (Aušra prie Nemuno)
- 1955 : Le Taon (Овод)
- 1958 : La Jeune Fille à la guitare (Девушка с гитарой)
- 1961 ; Nuit sans pitié (en russe : Ночь без милосердия)
- 1965 : Le lion qui dort (ru) (Спящий лев)
- 1968 : Loin à l'Ouest (ru) (Далеко на западе)
- 1972 : Cinquante-cinquante (ru) (Пятьдесят на пятьдесят)
- 1975 : Sans droit à l'erreur (ru) (Без права на ошибку)
- 1978 : L'Auberge de la rue Piatnitskaïa (Трактир на Пятницкой)
- 1979 : La dernière tournée de l'Artiste (ru) (Прощальная гастроль «Артиста»)

## Récompenses
- Maître émérite des arts de la RSS de Biélorussie : 1934
- Artiste émérite de la RSS de Biélorussie : 1935
- Prix Staline de 3e classe : 1950, pour le film Konstantin Zaslonov
- Prix Staline de 3e classe : 1951, pour le film Ils ont une patrie
- Maître émérite des arts de la RSS de Lituanie : 1954